# Splatoon 2
Splatoon 2 er et third-person shooter udviklet af Nintendo EPD og udgivet af Nintendo. Det er en opfølger til Splatoon, og indeholder en historiedrevet singleplayer-kampagne, samt en online multiplayer-tilstand, hvor op til otte spillere kan kæmpe i fire mod fire-kampe. Spillet blev annonceret i januar 2017 og udgivet internationalt den 21. juli 2017. I 2018 havde spillet solgt næsten fem millioner kopier verden over.